# Bad as Me (píseň)
„Bad as Me“ je skladba amerického hudebníka Toma Waitse z jeho alba Bad as Me z roku 2011. Skladbu napsal Waits spolu s Kathleen Brennan. Singl vyšel 23. srpna 2011 jako digitální download. V roce 2012 skladbu předělal Tom Jones a vydal ji na svém albu Spirit in the Room.